# 緊急措置入院
緊急措置入院（きんきゅうそちにゅういん）は、精神保健及び精神障害者福祉に関する法律29条の2に定められている精神障害者の入院形態の1つ。自他を傷つける行為に及んだか，もしくは及ぶ可能性が高いケースを対象とする。
- 精神科への入院[1]
  - 自発入院 - 任意入院
  - 非自発入院 
    - 措置入院 / 緊急措置入院
    - 医療保護入院 / 応急入院

自傷他害のおそれある精神障害者を強制入院させる措置入院は、強度の人身上の制約を加えるという性質上、2名の精神保健指定医の診察が一致することなど比較的厳格な要件が課されている。しかし、急速を要するが、必ずしも措置入院の手続的要件を満たすことのできない場合に対応するため、精神保健指定医1名の診断で足りる等、要件を比較的緩和したものと位置づけられるのが緊急措置入院である。
こうした簡易化のため、入院期間は72時間に限ることとされている。

なお当該精神保健福祉法第二十九条の二にて規定されている緊急措置入院の要件に違反せず人を緊急措置入院させる行為は逮捕監禁罪の違法性阻却要件に該当するが当該緊急措置入院の要件に違反して人を緊急措置入院させる行為は逮捕監禁事犯である。

また当該精神保健福祉法第二十九条の二の二にて規定されている緊急措置入院に係る移送の要件に違反せず人を移送する行為は略取・誘拐罪の違法性阻却要件に該当するが当該緊急措置入院に係る移送の要件に違反して人を移送する行為は略取・誘拐事犯である。

## 要件
自他を傷つける行為（日本精神科救急学会ガイドライン）
自傷行為
1. 致死性の高い自殺企図
2. 致死性が高いとはいえない自殺企図
3. 自殺の意思表示行動
4. 自殺の言語的意思表示

他害行為（未遂を含む）
1. 身体的損傷を伴う対人暴力
2. 前記以外の対人暴力
3. 器物破損
4. その他の触法行為相当の他害行為
5. 触法行為以外の他害行為・迷惑行為

- 29条1項の要件に該当すると認められる精神障害者又はその疑いのある者について、急速を要し、27条、28条又は29条の規定による手続を採ることができないこと（29条の2第1項）

措置診察について27条は原則として22条以下の申請、通報、届出を経ること（1項、但し2項）
措置診察の必要性を調査すること（1項）
診察に職員を立会わせること（3項）
28条は、現に本人の保護の任にあたっている者等へ立会いの機会を与えること
29条は、入院させるには精神保健指定医2名以上の要措置判定一致を要すること（2項）
をそれぞれ要求するが、緊急性に鑑みこれらの要件の省略が認められている。もっとも実務上は通報等を経ることと必要性調査は行われており、夜間等のために指定医以外の職員が立ち会えない、精神保健指定医2名の用意ができない、又は立会権者に連絡を取る暇がないときに、これらを簡略化できる点にメリットがある。
- 都道府県知事の指定する指定医をして診察をさせた結果、その者が精神障害者であり、かつ、直ちに入院させなければその精神障害のために自身を傷つけ又は他人を害するおそれが著しいと認めること（29条の2第1項）

29条2項が、都道府県知事の指定する2名の精神保健指定医の診察結果一致を要求するのに対し、緊急措置入院は精神保健指定医1名で足りるとして手続の厳格性を緩和し、他方で「直ちに」入院させなければ自傷他害のおそれが「著しい」ことを要求して、緊急性を加重するものである。
判定の基準自体は28条の2による（29条の2第4項）。

## 効果
- 緊急措置入院の成立

措置入院と同様、都道府県知事は要件を満たした精神障害者を国等の設置した精神科病院又は指定病院に入院させることができる（29条の2第1項）。
緊急措置入院は72時間を超えることができず（29条の2第3項）、緊急措置入院させた者について、
都道府県知事はすみやかに措置入院させるかどうか（29条2項から、これは措置診察をするかどうかと同義である）を決定しなければならない（29条の2第2項）。入院措置を採らないことが通知され、又は入院期間内に入院措置を採ることが通知されない場合は病院管理者は本人を退院させなければならない（29条の3）。ただし、緊急措置入院として退院となっても、他の入院形態により入院し事実上の入院継続をすることがある。

## その他
措置入院と同様に、調査・診察時の立入権（29条の2第4項の準用する27条4項、5項）、移送（29条の2の2）、入院告知（29条の2第4項の準用する29条3項）、措置入院優先主義（29条の2第4項の準用する29条4項）、公費医療原則（30条）等が適用される。